# Escut i bandera de Cerdà
L'escut i la bandera de Cerdà són els símbols representatius del municipi de Cerdà, al País Valencià, comarca de la Costera.

## Escut heràldic
L'escut oficial de Cerdà té el següent blasonament:
| « | Escut quadrilong de punta redona mig partit i truncat. Al primer quarter, en camp d'argent, un montfloré d'atzur acostat de dos galls també d'atzur, crestats de gules, becats i armats d'or, posats en els braços de la flor de lis. Al tot, bordura escacada d'or i de sable (...). Al segon quarter, en camp d'argent, una tau de gules (...). Al tercer quarter, en camp d'argent, unes ones d'atzur, sobremuntades d'uns monts heràldics del seu color (...). Per timbre, una corona reial oberta. | » |

## Bandera de Cerdà
La bandera oficial de Cerdà té la següent descripció:
| « | Bandera de proporcions 2:3. De blanc, a l'asta un montfloré d'atzur acostat de dos galls, també d'atzur, crestats de gules, picats i armats d'or. Al batent, la Tau de sant Antoni de gules. Al tot de la tela, bordura escacada d'or i sable | » |

## Història
L'escut va ser aprovat per Resolució de 28 de juny de 1999, del conseller de Presidència, publicada al DOGV núm. 3.549, de 29 de juliol de 1999.
A la primera partició hi figuren les armes dels Cerdà, senyors del poble, al qual han donat el nom. Al costat, la creu de tau és el símbol de sant Antoni, patró de la localitat i titular de la parròquia. A sota, una representació al·lusiva a la comarca de la Costera, on està situada Cerdà, amb el riu Cànyoles.
La bandera va ser aprovada per resolució de 4 de març de 2008, del vicepresident primer i conseller de Presidència, i publicada en el DOCV núm. 5.735, de 4 d'abril de 2008.